# Bladina mimica
Bladina mimica är en insektsart som beskrevs av Ronald Gordon Fennah 1952. Bladina mimica ingår i släktet Bladina och familjen Nogodinidae. Inga underarter finns listade i Catalogue of Life.